# 江場梨絵子
江場 梨絵子（えば りえこ、7月23日 - ）は、日本の女性司会者、ナレーター、女優、声優。

## 略歴
- MCとして多数活動。ラジオのパーソナリティや舞台女優、声優としても活動。愛知県出身[1]。
- 桐朋学園大学短期大学部芸術学部演劇専攻卒業。
- 東京ダンス&アクターズ専門学校・アニメ声優コース[2]・ゲーム声優コース[3]の講師でもある。
- 司会者として、ブライダルサロンラウレア[4]に所属。
- スクールデュオ（13期生）[5]卒業。声優として、賢プロダクション（2013年4月〜2019年）[5]に所属。

## 出演作品

### ナレーション
CM
- タカラトミー　※ラジオ
- 葛飾区行政　※ラジオ
- ライオン (企業)「クリニカ」歯みがきSONG『歯みがき大冒険』
- NTTドコモ

その他
- ボルタレンEX（ジクロフェナク）
- 品川歴史探訪
- チアリーディングバイブルDVD
- 医療系学習教材DVD

### 司会
- 婚礼司会（約1500本）
- 企業プレゼンテーション・セミナー・シンポジウム・記者会見
- 試写会
- 医師会
- 大手製薬会社
- 学会の司会進行
- Red Bull News　※メインMC
- ゲーム攻略道場　※アシスタントMC

### ラジオ番組
- ニュース/天気予報/道路交通情報（かつしかFM）※情報アナウンサー
- 女性の声が見えるラジオ（かつしかFM）※ナビゲーター

### 舞台
- ハイバイ『ヒッキーカンクーントルネード』
- ハイバイ『ひどい稽古場』
- 劇団AUN「マクベス」 -　ドナルベーン 役
- 劇団AUN「恋の骨折り損」 -　マライア 役
- 劇団AUN「冬物語」 -　侍女 役
- 劇団AUN「オセロー」

など

### テレビアニメ
2013年
- ガンダムビルドファイターズ（美人女性）

2017年
- 僕のヒーローアカデミア（お茶子の母）

### 劇場版アニメ
2012年
- マルドゥック・スクランブル 排気

### 吹き替え

#### 映画
- ゴーン・ガール
- ミラーズ 呪怨鏡（マリーナ）

#### テレビドラマ
- アウトランダー（イザベラ、宿屋の女将）
- アンダーカバー・ボス 社長潜入調査（ケイシャ）
- エレメンタリー2 ホームズ&ワトソン in NY（フェリシア）
- スーパーナチュラル（ローラ）
- スキャンダル 託された秘密（アナウンサー、秘書）
- ストライクバック:極秘ミッション（アナウンス）